# Liberty Park (Salt Lake City)
Pour les articles homonymes, voir Liberty Park.
Liberty Park est un parc urbain situé à Salt Lake City en Utah.
Créé en 1882, il est inscrit dans le Registre national des lieux historiques.

## Galerie

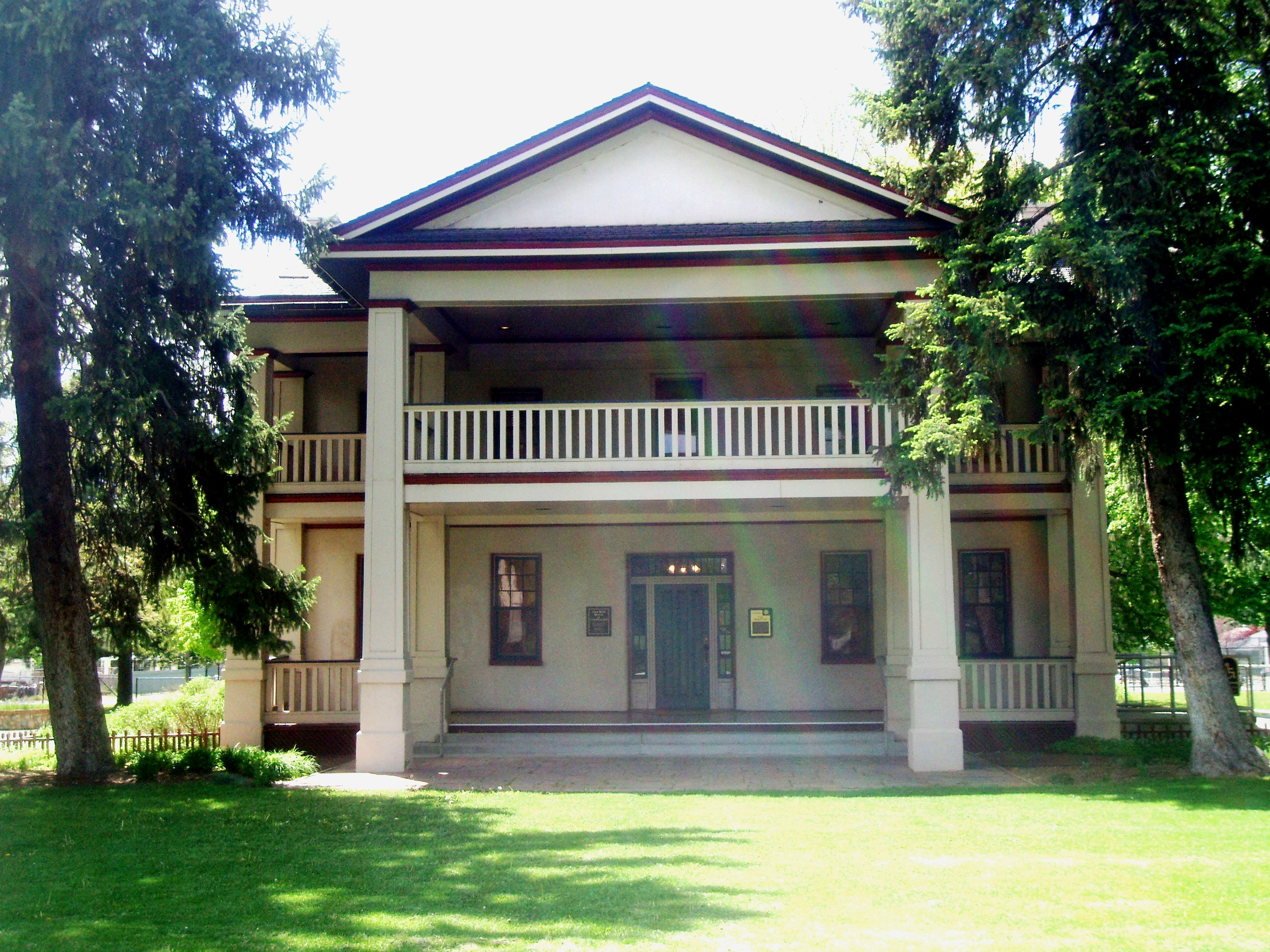
Chase Home Museum of Utah Folk Arts
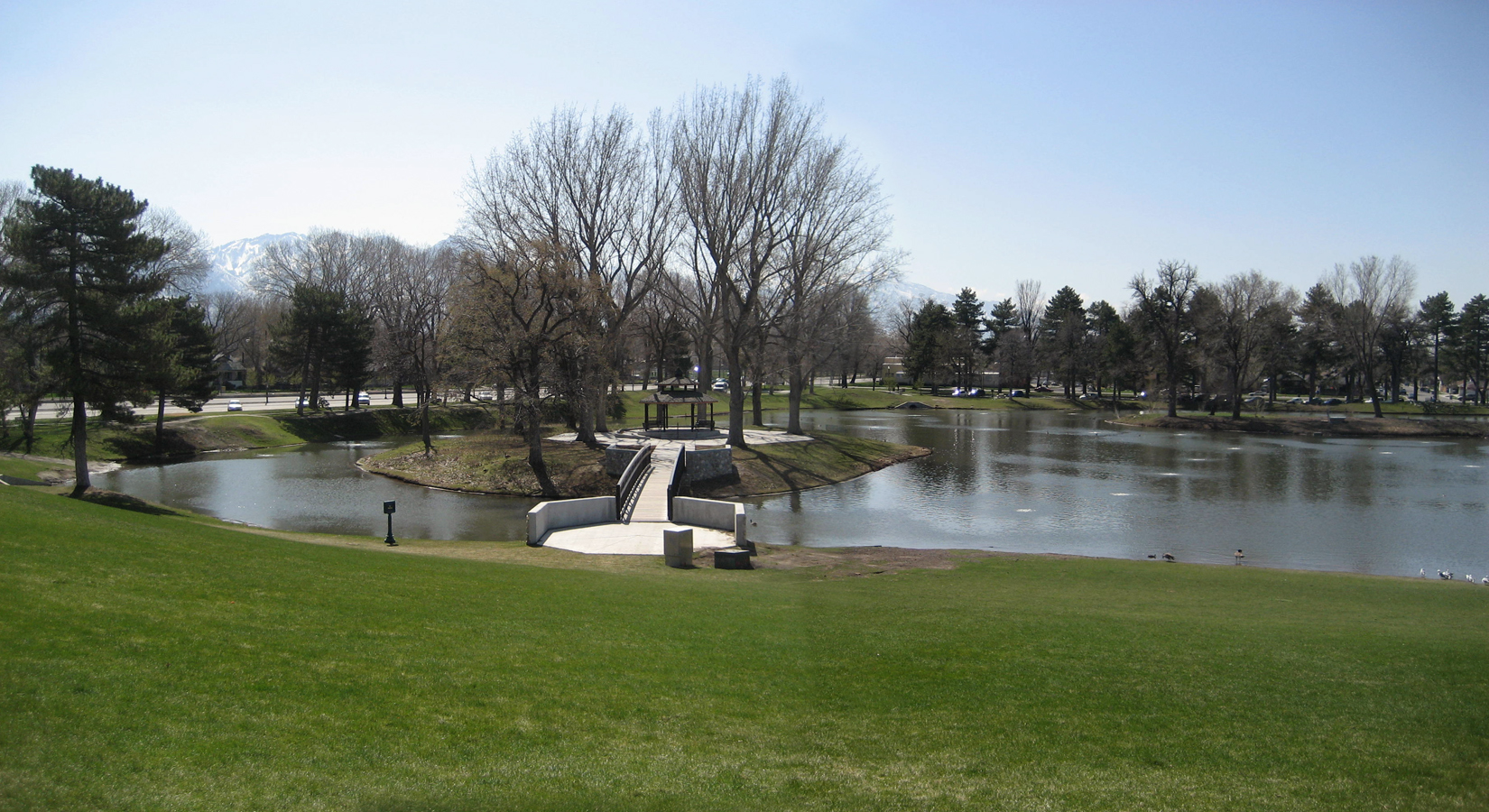
Liberty Lake
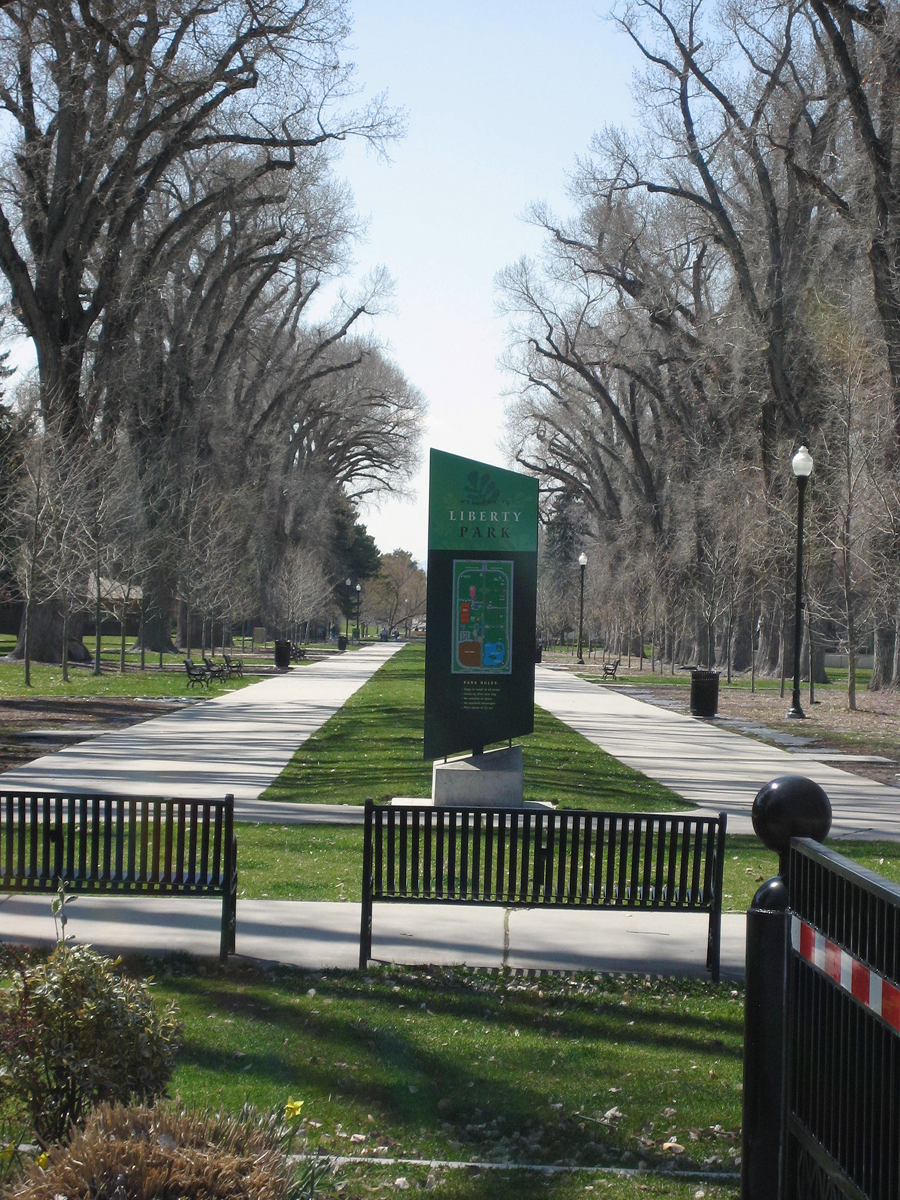
Entrée sud du parc
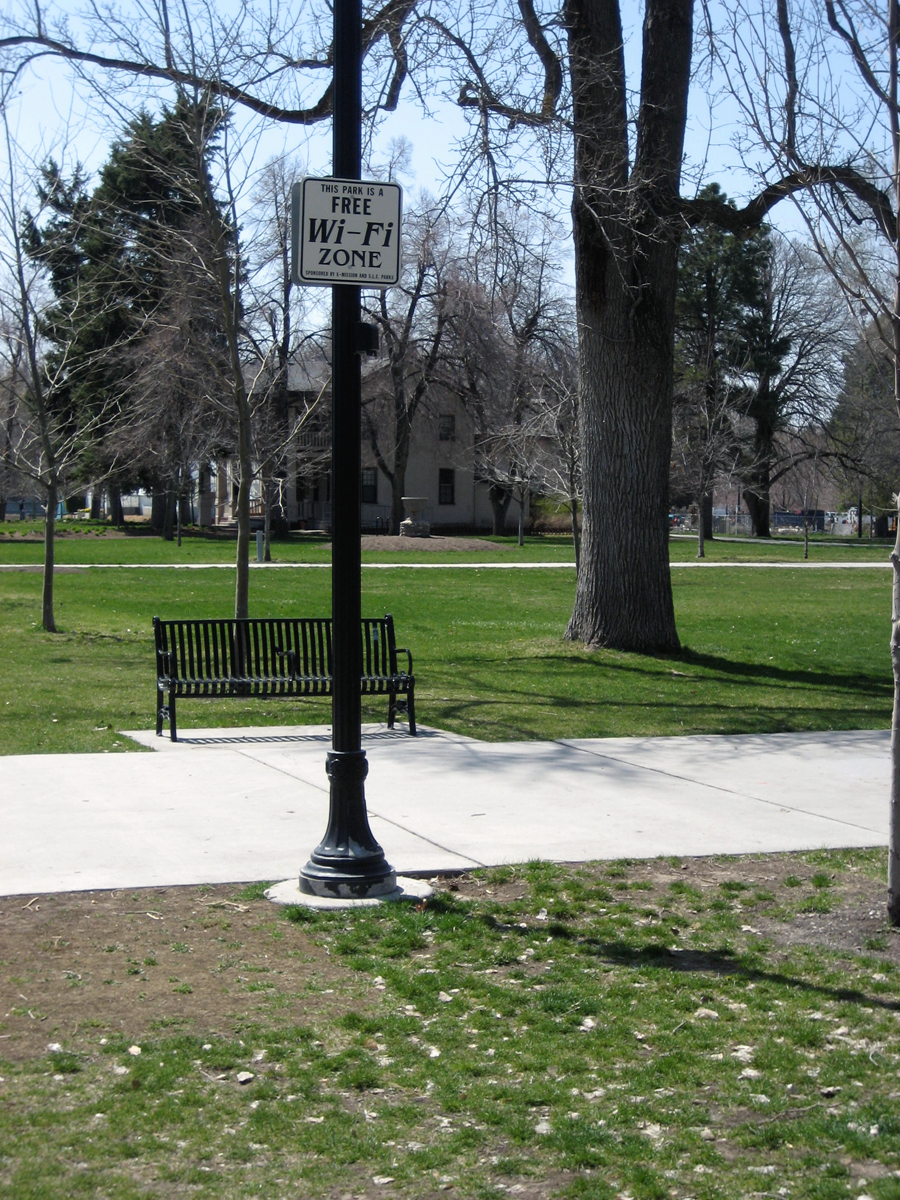
Point d'accès Wi-Fi
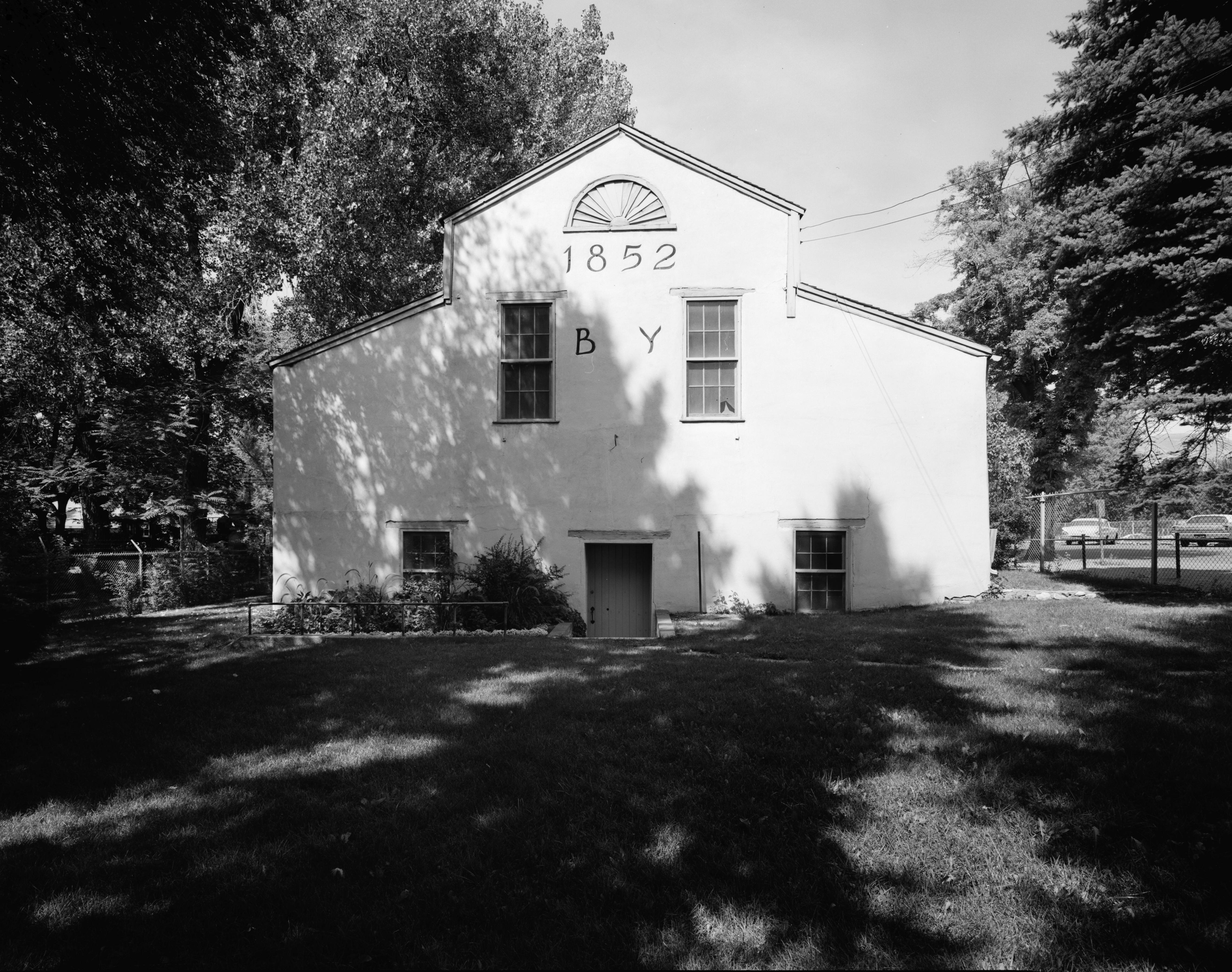
Isaac Chase Mill, le plus ancien bâtiment de l'Utah